# Camptotypus obiensis
Camptotypus obiensis là một loài tò vò trong họ Ichneumonidae.